# Phyllomacromia hervei
Phyllomacromia hervei är en trollsländeart som först beskrevs av Legrand 1980.  Phyllomacromia hervei ingår i släktet Phyllomacromia och familjen skimmertrollsländor. IUCN kategoriserar arten globalt som livskraftig. Inga underarter finns listade i Catalogue of Life.